# Българо-руски протокол (1909)
Българо-руският протокол, подписан на 6 април 1909 година, урежда финансовите задължения на България, които произтичат от анулирането на васалния ѝ статут спрямо Османската империя.
Опирайки се на правата си по Берлинския договор, след обявяването на българската независимост на 22 септември 1908 империята предявява претенции за данъка, който България ѝ дължи като трибутарно княжество за последните 30 години. Високата порта иска София да поеме също така част от османския държавен дълг. Великият везир Кямил паша настоява да получи и невнесения данък от Източна Румелия (дотогава формално османска провинция, въпреки Съединението ѝ с Княжеството през 1885), както и компенсации за национализираните железници. Френските и английските банки, които държат основна част от османския и българския държавен дълг, се опитват да използват дипломатическата криза, за да наложат на България пълен финансов контрол, но срещат решителен отпор от правителството на Александър Малинов. В циркуляр до Великите сили през декември 1908 то изразява готовност да плати само за железниците и румелийския данък – 20% от исканите 429 милиона лева. В отговор Париж и Лондон предлагат варианти за заеми, вариращи между 100 и 160 милиона лева. Предложенията са обвързани с увеличаване на държавните приходи, заложени при предишните български заеми, и назначаване на френски пълномощен министър, който ще ги управлява в София. Българското правителство ги отхвърля и показва готовност за война с Турция, като мобилизира 8-а Тунджанска дивизия.
До компромис се стига след намесата на руския външен министър Александър Изволски. В началото на март 1909 той постига споразумение с османците, с което опрощава част от задълженията им към Русия, а в замяна Високата порта оттегля почти всичките си претенции към София. Малко по-късно в Петербург пристига българска делегация начело с министъра на външните работи Стефан Паприков и министъра на финансите Иван Салабашев, които трябва да договорят компенсациите за Русия. Двамата изчакват развоя на успоредните преговори на колегата им Андрей Ляпчев в Цариград преди да сключат сделката. Българо-руският протокол е подписан от Салабашев и Изволски едновременно с българо-турския, договорен от Ляпчев. Със споразумението в Петербург България поема дълг към Русия в размер от 82 милиона лева, платими за 75 години при лихва от 4,75 %, без да се обвързва с гаранции и да отстъпва контролни права. Русия приема за основа 125-те млн., която сума изплаща пряко на Високата порта, като я приспада от турския дълг по контрибуциите от войната 1877 – 1878 г., дължими на Русия, и които не са изплащани от 1878 г. Ден по-късно (на 7 април) Русия признава независимостта на България.